# Овчинников (хутор)
Овчи́нников — хутор в Дубовском районе Ростовской области. 
Входит в состав Жуковского сельского поселения.

## Население
| 1989 | 2002 | 2010 |
| ---- | ---- | ---- |
| 273  | ↗340 | ↘311 |

## Улицы
| - ул. Береговая, - пер. Восточный, - ул. Весенняя, - ул. Дружбы Народов, - пер. Западный, | - ул. Зелёная, - пер. Конечный, - пер. Луговой, - пер. Матросова, - ул. Садовая, | - пер. Солнечный, - ул. Торговая, - ул. Центральная, - ул. Южная. |